# Elisch-eretrische Schule
Elisch-eretrische Schule (manchmal auch elische Schule oder  eretrische Schule) ist die Bezeichnung für eine Strömung innerhalb der antiken Philosophie während des 4. und 3. Jahrhunderts v. Chr.
Bereits in der Antike sprachen Philosophiehistoriker von einer mit Phaidon von Elis beginnenden elischen bzw. einer mit Menedemos von Eretria beginnenden eretreischen Schule. In neuzeitliche Philosophiegeschichten werden diese Schulen üblicherweise als elisch-eretrische Schule bezeichnet. Neben Phaidon und Menedemos werden als Nachfolger Moschos sowie einige sonst kaum bekannte Personen genannt, nämlich Anchipylos, Pleistanos, Asklepiades von Phleius, Ktesibios von Chalkis und Pasiphon. Gemeinsame philosophische Anschauungen sind in keinem Fall bekannt – auch nicht was Phaidon und Menedemos betrifft. Möglicherweise handelt es sich bei der Zusammenfassung dieser Denker um eine nachträgliche philosophiehistorische Konstruktion.

## Rezeption
Bereits Cicero (* 106 v. Chr.; † 43 v. Chr.) zählt die Eretriker (wie auch die Megariker, die Herilleer und die Pyrrhoneer) zu den seit langem in Vergessenheit geratenen Philosophen.